# Иван Виденовић
Иван Виденовић (Београд, 1965) српски је универзитетски професор и бивши државни службеник. Професор је на Физичком факултету Универзитета у Београду, бивши помоћник министра науке и заштите животне средине у Влади Републике Србије и бивши државни секретар у Министарству науке и заштите животне средине.

## Биографија
Рођен је 1965. године у Београду.
Дипломирао је 1990. године у области експерименталне физике на истраживачком смеру Физичког факултета Универзитета у Београду. Магистрао је 1996. године на истом факултету у области Квантне оптике. Године 1999. започиње истраживања у области нанокомпозитних танких филмова добијених физичко-хемијском депозицијом у плазми на Институту за физику Универзитета у Базелу, где је и докторирао 2003. године у области Физике кондензованог стања.
На Физичком факултету у Београду је запослен од 1991. године. По избору у наставно звање водио је курсеве из предмета Испитивање материјала за студенте IV године Примењене и компјутерске физике, као и из предмета Физика 1 на I години за студенте Геолошког одсека на Рударско-геолошком факултету.
Публиковао је две монографије, а аутор је и коаутор разних радова у области физике електричних гасних пражњења, наноструктурних материјала, соларних колектора и заштите од јонизјућих зрачења.
Од 2002. до 2007. године био је члан странке Г17 плус. Био је помоћник министра науке и заштите животне средине у Влади Републике Србије, руководилац Сектора за међународну научно-технолошку сарадњу и касније државни секретар у Министарству науке и заштите животне средине. Ове функције је обављао током мандата председника владе Војислава Коштунице.
Након окончања мандата у Влади постаје официр-менаџер програма техничке сарадње у дивизији за Европу Међународне агенције за атомску енергију. На овој позицији од 2008. до 2015. године ради као руководилац националних програма Белорусије, Естоније, Кипра, Летоније, Пољске и Украјине. Такође руководи и мултилатерланим пројектима у Европи у области нуклеарне енергетике, истраживачких нуклеарних реактора, медицинске физике и контроле излагања радону. Виденовић је консултант агенције у области програмирања техничке сарадње и управљања истрошеним горивом истраживачких нуклеарних реактора.

## Политички ставови
Виденовић је познат по својим контроверзним политичким ставовима. Критиковао је Новака Ђоковића, изјавивши да је увијао своје тело под женом ратног злочинца и да више не може да представља Србију.
Сматра да је ћирилица постала писмо мржње и да већина увреда, псовки и претњи на мрежама долазе писане ћирилицом.
Противи се Русији и критичар је власти Владимира Путина. Сматра да Београд мора бити јасно дистанциран од режима у Москви.
Залаже се за улазак Србије у ЕУ и НАТО.
Потпредседник је атлантистичке организације ГЛАС. Према његовом мишљењу постоје четири важне тачке за српско друштво – улазак у НАТО, увођење санкција Русији, признање Косова и признање да jе у Сребреници почињен геноцид.